# 黒川ティム

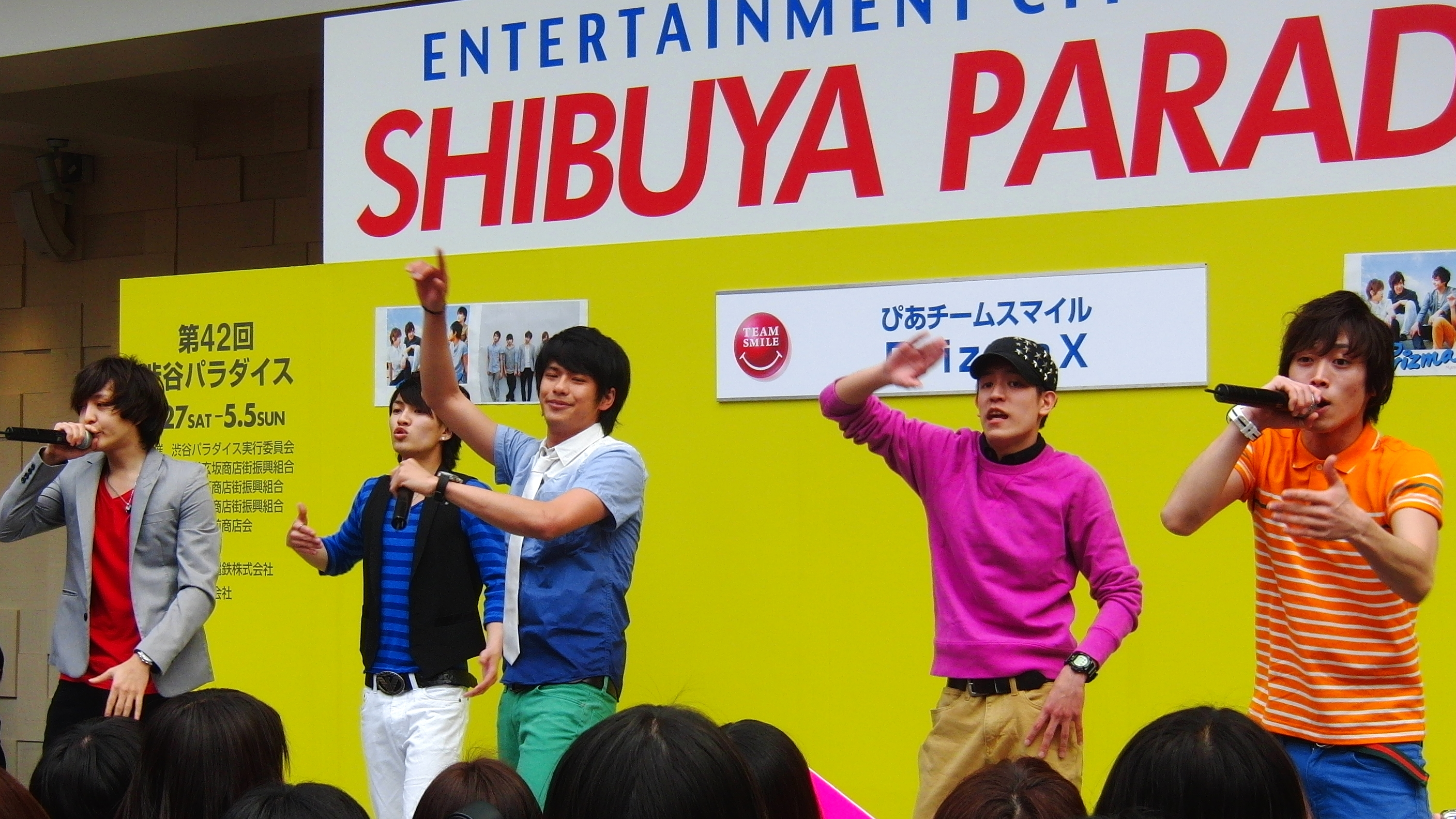
PrizmaX
（2013年4月、第42回渋谷パラダイス 渋谷駅ハチ公前特設ステージ）

黒川 ティム（くろかわ ティム、1991年1月9日 - ）は、日本の歌手・俳優。音楽グループPrizmaXの元メンバーで、同グループではリーダーを務めていた。別名はティム・レビット（Tim Leavitt）。田村 翔（たむら しょう）名義のこともある。
サイパン出身。かつてはスターダストプロモーション芸能1部に所属していた。

## 略歴・人物
サイパンで生まれ、神奈川県横浜市で育つ。幼少の頃よりSugar&Spiceに所属し、「ティム・レビット」および「田村翔」名義でモデル・子役として活動する。9歳からダンスを習い始める。
2002年、Wonder☆Wown（のちのPrizmaX）結成。スターダストプロモーションでの活動名を「黒川ティム」とする。
2008年、『みんなのうた』発のユニット・クリスタルズに参加。同年12月、ソロ・ミニアルバム『TIM 1st. Cover Collection』を配信で発表する。
2010年、所属事務所の新ユニットEBiDAN結成メンバーとなる。
2010年8月、俳優集団NAKED BOYZの結成メンバーとなる。同年12月末に脱退。
2013年3月、PrizmaXとして「Mysterious Eyes/GO!」でCDデビュー。
2018年6月、PrizmaX 脱退

## 出演

### テレビドラマ
- 東京少女福永マリカ 第4話（2008年12月27日 、BS-i）
- パパドル! 第4話（2012年5月17日、TBS）

### バラエティ
- Konishikiのスクールバス（2001年、キッズステーション）[6]
- Club TK（2001年、BSフジ）[6]
- ポップジャム（NHK）※ウルフルズのバックダンサー[6]
- ミュージックステーション（テレビ朝日）※EE JUMPのバックダンサー[6]
- みんなのうた「テレビが来た日」 - ピンクレディのバックコーラス（2003年4月 - 5月）※歌唱のみ
- 第31回「日本賞」教育番組国際コンクール授賞式（2004年11月2日、NHK教育テレビ）※「Share the World」手話（ボディランゲージ）パフォーマンスメンバーの一員[9]
- 水10! ワンナイR&R - 学園コント「もんじゃろ学園物語」ティム役（2005年、フジテレビ）[10]
- ラブ*リルカ（2005年、TOKYO MX）

### 舞台
- ライオンキング（2003年）ヤングシンバ 役[7]
- EBiDAN（恵比寿学園男子部）（2010年）チャラクラス・アユム 役
- りばーしぶる（2013年）
- シェイクスピア物語（2017年）

### CM
- シルバニアファミリー ぶどうの森のお家（2001年、エポック社） ※CM/VP用歌[6]
- 冬限定ウィンタークラブ（2001年、ピザーラ）[11]
- ホームパル（2002年、小学館）[12]
- 日興コーディアル証券（2003年）[7] ※歌唱
- プレサージュ（日産）
- エリクシール（資生堂）※歌唱

### ミュージックビデオ
- マツリルカ&アリス「ラブ・リルカ」（2005年）

### 雑誌
- ニコラ
- ラブベリー
- ピチレモン

### その他
- 北米版ガチャフォース（Gotcha Force（英語版）） - キャラクター声（カプコン）[13]
- BLUE CROSS - カタログモデル[14]（2006年、ナルミヤ）
- DVD『ミテルだけ for Lady』（2009年11月25日、エイベックス）[15]

## ディスコグラフィ

### アルバム

#### CD
クリスタルズ
- 「CRYSTAL CHILDREN」(2008年4月23日、avex)
- クリスタルズ feat.PrizmaX「CRYSTAL CHILDREN～眩い未来へ～」(2008年11月5日、avex)

PrizmaX
- 「Gradually」(2017年3月29日、SDR)

#### 配信限定アルバム
- 『TIM 1st. Cover Collection』（2008年12月24日、日本コロムビア）※カバーアルバム[16]

### シングル

#### 配信限定シングル
- クリスタルズ feat.PrizmaX「HEART OF CRYSTAL（Tim＆Win ピアノバラードver.）」（2008年11月5日、avex）[17][16]

#### CD
PrizmaX
- 「Mysterious Eyes/GO!」(2013年3月27日)
- 「Ready」(2013年10月23日)
- 「take me」(2014年3月8日)
- 「REBORN」(2014年9月10日)
- 「FANTASISTA」(2014年12月10日)
- 「OUR ZONE」(2015年5月27日)
- 「Lonely summer days」(2015年9月30日)
- 「UP<UPBEAT」(2016年4月6日)
- 「Orange Moon」(2017年8月30日)
- 「yours」(2018年2月14日)

### 参加作品
- ラグーンエンジン CDドラマ 『桜吹雪に消えた謎』主題歌「カ・ガ・ヤ・ケ! 」歌唱（2003年3月21日、ビクター、田村翔 名義）
- autumn leave's『Shake IT!』（2008年5月14日、日本コロムビア）※「Wanna Be The One」にボーカルで参加[18]
- ViVi PRESENTS 『HOLIDAY STYLE』 SELECTED BY LENA FUJII（2008年7月2日、日本コロムビア）※「WANNA GIRL」「BURN」「BECAUSE OF YOU」「WITH YOU」ボーカル[18]
- HMV限定コンピレーションアルバム『PLAY LOUD』（2008年11月12日、日本コロムビア）※「Because of you ～DJ GOMI Remix～ / Tim」収録[16]
- miu-clips『Rhythm of My Heart』（2009年4月1日、日本コロムビア）※「Addicted」に英語作詞とボーカルで参加[16]
- V/A『Hello Goodbye』（2016年6月29日、ユニバーサル）「MAGICAL MYSTERY TOUR」※ビートルズ来日50周年記念カバーアルバムにPrizmaXの派生グループ「マッシュルームズ」のメンバーとして参加[19]、MVも出演[20]。

## ライブ・イベント
- STREET ACTORS（2003年11月24日・12月7日、J-POP CAFE ODAIBA）[21]
- Clap!（2004年～2006年）[22]
- 浜名湖花博「Share the Worldフェスティバル」手話（ボディランゲージ）パフォーマンス（2004年9月12日、浜名湖ガーデンパーク）[23][24]
- POWER BOXX Vol.1～4（2007年～2008年、原宿アストロホール）